# McLaren M2

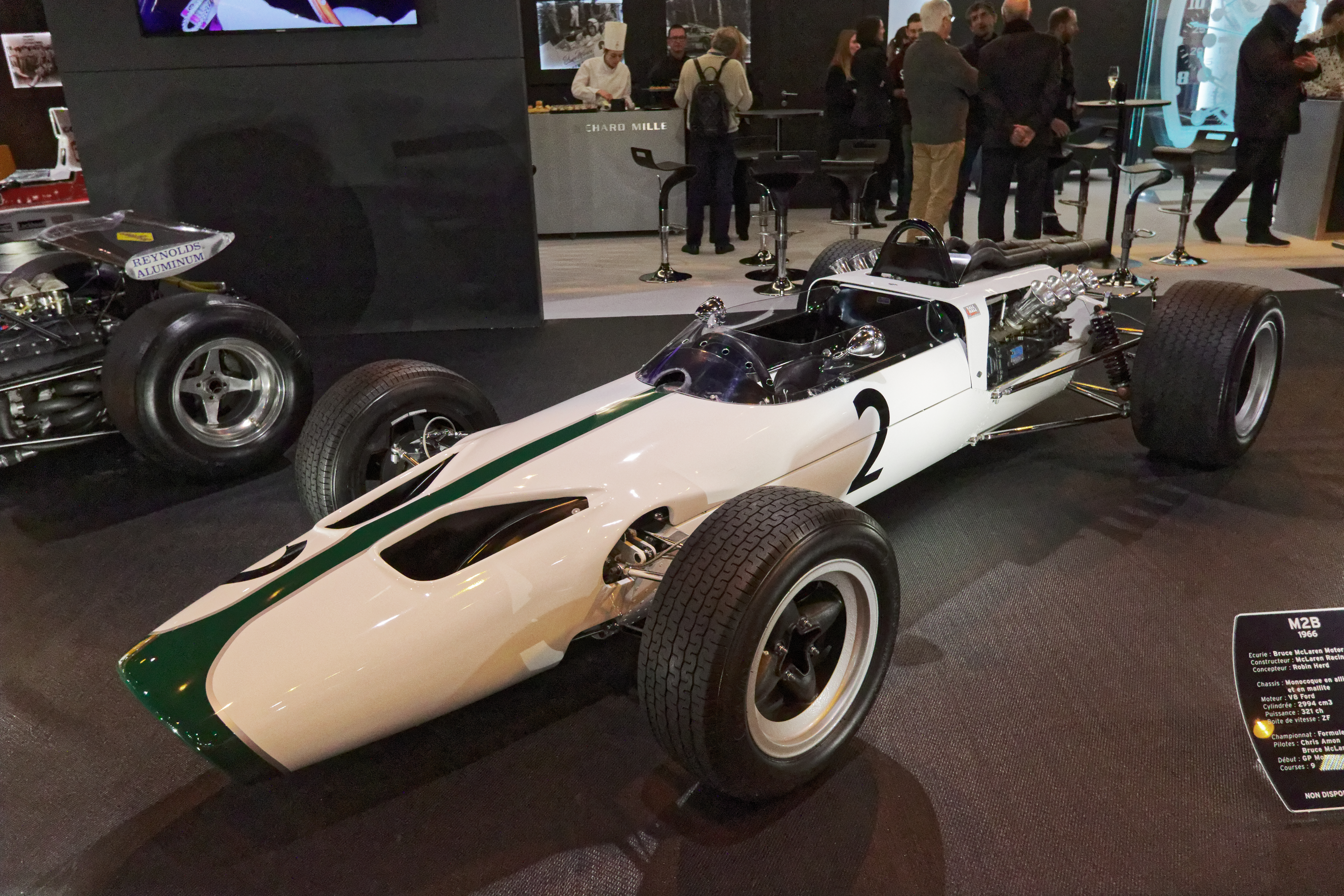
McLaren M2B

Der McLaren M2 war ein Formel-1-Rennwagen, gebaut und eingesetzt von McLaren.
Der McLaren M2 war in seiner Urform ein Testwagen und gleichzeitig der erste McLaren-Einsitzer. Robin Herd entwarf das Fahrzeug 1965 für den US-amerikanischen Reifenhersteller Firestone, der damit Reifentests fahren ließ. Der Wagen hatte ein Monocoque mit Schotten aus Stahl und Außenwänden aus Sandwichplatten mit Deckschichten aus einem halben Millimeter starken Duraluminiumblech und einem Kern aus Balsaholz. Die Fasern im Holzkern waren senkrecht zu den Deckschichten gerichtet. Diese Platten wurden von William Mallinson & Son in London für die Luftfahrtindustrie hergestellt und unter der Marke „Mallite“ verkauft. Herd kam aus der Luftfahrtindustrie und war mit dem Material vertraut. Für das Monocoque sollten die Platten aber nicht eben sein und es musste eine Technik entwickelt werden, Platten herzustellen, die sich biegen ließen. 
Angetrieben wurde der M2 von einem Oldsmobile-V8-Motor mit 3,5 Liter Hubraum, der von dem kalifornischen Tuner Traco vorbereitet worden war.
Aus dem M2 wurde 1966 der M2B abgeleitet, der erste Formel-1-Rennwagen von McLaren, der auch in der Weltmeisterschaft zum Einsatz kam. Das Monocoque mit Teilen aus Mallite war leicht, aber dennoch stabil und steif. Die Aufhängung war konventionell an Doppelquerlenkern, die vorderen Feder-Dämpfer-Einheiten lagen innen und wurden über Schubstangen und Kipphebel betätigt. Der V8-Motor mit vier obenliegenden Nockenwellen kam von Ford. Diese Motoren wurden in den 1960er Jahren vor allem bei den 500 Meilen von Indianapolis gefahren. Sie boten zwar ca. 300 PS (221 kW), hatten aber ein sehr schmales Drehzahlband. Daher entschied sich McLaren Mitte der Saison für einen kompakteren und leichteren Motor der Scuderia Serenissima. Der Serenissima-V8 hatte weniger Leistung, aber der Wagen war besser zu fahren.
Bruce McLaren holte mit dem MB2-Serenissima beim Großen Preis von Großbritannien 1966 den ersten WM-Punkt für das Team.
Beim Großen Preis der USA gab es noch einen fünften Rang, diesmal wieder mit dem Ford-Motor. McLaren baute zwei MB2, die 1967 durch den M4 ersetzt wurden.